# メイク・アップ (映画)
『メイク・アップ』は、1987年4月25日公開の日本映画。監督は中原俊。主演は烏丸せつこ。

## 解説
原作は若一光司の小説『海に夜を重ねて』。
映画自体は1985年に完成するも、なかなか日の目を見ず。製作した田中プロダクションは、同時期に『俺たちの行進曲』と本作と二本の未公開映画を抱え、苦境に立たされた。
1987年になって新文芸坐の「発掘ロードショー」で公開された。
脚本はクレジット上は神波史男であるが、その他に周防正行・水谷俊之・磯村一路・西岡琢也などが関わっており、監督の中原も手を入れたため、最終的には誰がどの部分を書いたか分からない状態となった（DVD解説より）。

## あらすじ
三十路間際のストリッパー・マミ（烏丸せつこ）は、マネージャーもつけずに一人で旅回りをしている。マミは大阪の劇場で、住み込みで下働きをしている知的障害を抱える少年・民夫（尾美としのり）と出会う。身寄りもなく周囲から差別されていた民夫をマミは旅に誘う。やがてマミを姉のように慕い始める民夫。大阪・徳島・下関と楽しい旅はしばらく続いたが、ある日、博多の劇場で民夫がたちの悪い踊り子に絡まれてしまう。深く傷ついた民夫は心を閉ざしがちになり、その頃を境に2人の関係に陰りが見え始める。

## キャスト
マミ
演 - 烏丸せつこ
三十路間際のストリッパー。民夫を旅に誘う。
民夫
演 - 尾美としのり
知的障害を抱える少年。マミと一緒に旅回りをする。亡き父親との思い出がこもった小石を大切にしている。
晴美
演 - 吉行和子
マミの先輩ストリッパー。マミと徳島で再会した際には年下のマネージャー・明と籍を入れている。
ファンシー美希
演 - 亜湖
ストリッパー。博多の劇場で民夫を部屋に連れ込んだ末、マミと取っ組み合いの喧嘩になる。
ララ
演 - 山本奈津子
ストリッパー。
ローザ
演 - 春やすこ
ストリッパー。大阪の劇場で通帳を盗まれたと主張し、民夫を疑う。
美子
演 - 岡本麗
スナックのママ。民夫の将来を案じたマミから職探しを依頼される。
明
演 - 小林稔侍
晴美の年下の夫・兼マネージャー。
津島
演 - 木之元亮
カメラマン。マミの昔の恋人。
河井
演 - 小坂一也
海辺の温泉街の劇場の支配人。
京子
演 - 浅川奈月
河井の幼い娘。民夫と仲良くなる。
マネージャー
演 - ふとがね金太
シルビアのマネージャー。
客
演 - 筑紫哲也
長野
演 - 三谷昇
大阪の劇場の投光係。身寄りのない民夫を見かねて劇場に連れて来た。
賄いのおばさん
演 - 正司花江
大阪の劇場の従業員。民夫のことを差別しない。
久枝
演 - 春川ますみ
マミの母親。リウマチで療養中。娘とは折り合いが悪い。

## スタッフ
- 監督 - 中原俊
- 原作 - 若一光司
- 脚本 - 神波史男
- 撮影 - 森勝
- 音楽 - 市川都
- 美術 - 中澤克巳
- 照明 - 三荻国明
- 録音 - 小野寺修
- 編集 - 冨田功
- 助監督 - 大谷康之